# 北海道道1067号七重浜停車場線
北海道道1067号七重浜停車場線（ほっかいどうどう1067ごう ななえはまていしゃじょうせん）は、北海道北斗市内を結ぶ一般道道である。

## 概要
七重浜駅と国道227号をアクセスする道路。「七重浜駅前通」の愛称がある。

### 路線データ
- 起点：北海道北斗市七重浜2丁目（道南いさりび鉄道 七重浜駅）
- 終点：北海道北斗市七重浜1丁目（国道227号交点）
- 総延長：0.444 km
- 実延長：0.419 km
- 重用延長：0.025 km

### 道路管理者
- 渡島総合振興局 函館建設管理部 事業課

## 歴史
- 1986年（昭和61年）3月31日 - 路線認定[1]。

## 路線状況

### 通称
- 七重浜駅前通

## 地理

### 通過する自治体
- 渡島総合振興局
  - 北斗市

### 交差する道路
北斗市
- 国道227号 - 七重浜1丁目（終点）